# Cessna C-106 Loadmaster
Cessna C-106 Loadmaster − американский транспортный самолёт компании «Cessna».

## История
Самолёт был изготовлен из фанеры, однако не был запущен в производство из-за нехватки материала во время войны. Всего было выпущено 2 опытных образца.

## Конструкция
C-106 Loadmaster представлял собой двухмоторный свободнонесущий моноплан с высокорасположенным крылом и убирающимся шасси с хвостовым колесом. Был оснащен двумя двигателями Pratt & Whitney R-1340 мощностью 600 л.с. 
Были построены 2 опытных самолета P260, получившие военное обозначение C-106 Loadmaster. Заказ на 500 штук был отменен из-за нехватки фанеры.

## Варианты модификации
- С-106 - прототип P260 с двумя двигателями R-1340-S3H1.

- C-106A - опытный экземпляр P260 с двумя двигателями Р-1340-АН-2.

## Технические характеристики

### Общие характеристики
- Экипаж: 4 человека
- Грузовместимость: 1100 кг
- Длина: 15,57 м
- Размах крыльев: 19,71 м
- Пустой вес: 4445 кг
- Полная масса: 6713 кг
- Силовая установка: 2 радиально-поршневых двигателя с воздушным охлаждением Pratt & Whitney R-1340 мощностью 600 л. с. (450 кВт) каждый

### Лётные характеристики
- Максимальная скорость: 314 км/ч